# سالي ليتل
سالي ليتل (بالإنجليزية: Sally Little)‏ هي لاعبة غولف أمريكية، ولدت في 12 أكتوبر 1951 في كيب تاون في جنوب أفريقيا.

## وصلات خارجية
- سالي ليتل على موقع رابطة لاعبات الغولف المحترفات (الإنجليزية)